# Independence (Indiana)
Pour les articles homonymes, voir Independence.
Independence est une localité non incorporée du Warren Township, dans le comté de Warren, Indiana, aux États-Unis. Elle est située dans la partie est du comté, sur la rive ouest de la rivière Wabash, à environ 11 km au nord-est et en amont du siège de comté de Warren, Williamsport. La petite ville de Riverside se trouve sur la berge opposée, dans le comté de Fountain.

## Histoire
Un comptoir commercial existait à l'emplacement d'Independence dès 1811. Le village fut conçu le 5 octobre 1832 par Zachariah Cicott, un franco-canadien qui était marchand et éclaireur du général William Henry Harrison, sur la Cicott's Reserve, un terrain qui lui avait été donné par le gouvernement pour services rendus. Un bureau de poste fut ouvert le 24 mars 1834 (il a été fermé le 31 janvier 1950) ; les habitants utilisent aujourd'hui le bureau de poste de la ville voisine d'Attica, bien qu'elle soit située dans un autre comté. Le premier journal du comté fut produit à Independence à partir de 1844 ; il s'appelait le Wabash Register et était dirigé par Enos Canutt.